# La Porta
 La Porta d'Ampugnani (tiếng Corse, A Porta d'Ampugnani) là một xã ở tỉnh Haute-Corse trên đảo Corse, Pháp. Xã này có diện tích 5,16 km², dân số năm 1999 là 196 người. Khu vực này có độ cao trung bình 520 mét trên mực nước biển. La Porta toạ lạc ở trung tâm của Castagniccia, trong đó khu này là khu định cư lớn nhất. Xã tạo thành cửa ngõ (porta) vào pieve cổ đại của Ampugnani.

## Tham khảo

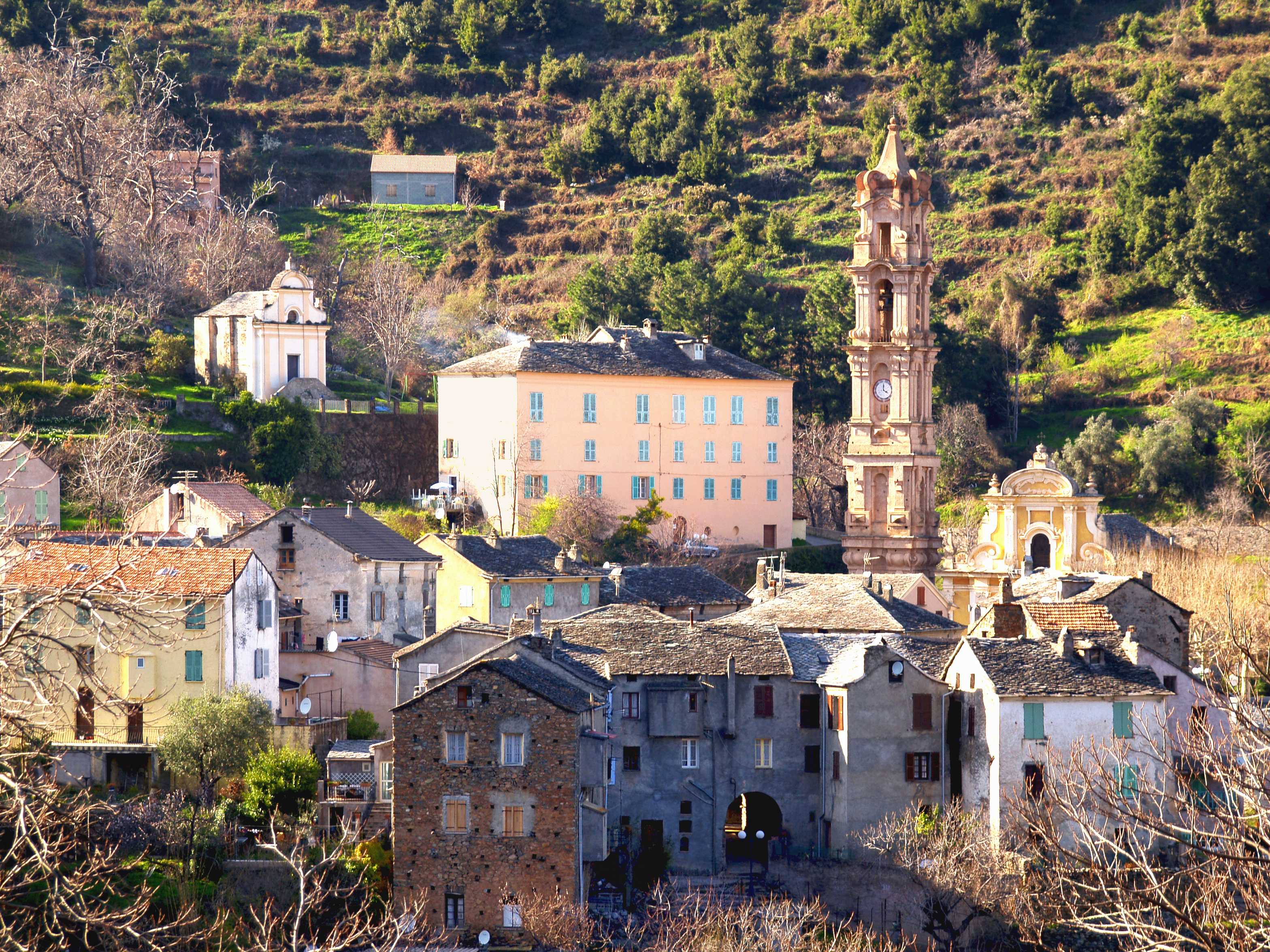
The village and the terraced slopes, seen from the road to Ficaja